# Enrique Oteiza
Enrique Oteiza (Buenos Aires, 29 de marzo de 1929-San Isidro, 28 de septiembre de 2017-San Fernando, Buenos Aires) ingeniero industrial y profesor argentino.

## Biografía
Estudió ingeniería en la Universidad de Buenos Aires, participó entonces del movimiento estudiantil en la agrupación La línea recta. Posteriormente completó su formación en la Universidad de Columbia donde obtuvo la licenciatura como ingeniero industrial y el posgrado con un máster en administración industrial.
Fue el primer director del Instituto Di Tella  entre 1960 y 1970, además de haber participado en los orígenes de la Fundación Bariloche  en 1966. Se desempeñó como miembro inicial del Consejo Latinoamericano de Ciencias Sociales (CLACSO) y Secretario Ejecutivo del mismo en los años 1970 y 1975.
Organizó y fue el primer director del Centro Regional de Educación Superior para América Latina y el Caribe de la Unesco (CRESALC), con sede en Caracas, entre los años 1978 y 1984. Luego dirigió el Instituto de Investigaciones sobre Desarrollo Social (UNRISD) de las Naciones Unidas en Ginebra durante 1984 y 1987.
Entre los años 1993 y 1997 fue director del Instituto Gino Germani de la Universidad de Buenos Aires y profesor emérito
Posteriormente presidió el Instituto Nacional contra la Discriminación, la Xenofobia y el Racismo (INADI). Fue también titular de la mesa Directiva de la Asamblea Permanente por los Derechos Humanos.